# 亨利·路易斯·惠特菲尔德
亨利·路易斯·惠特菲尔德（英語：Henry Lewis Whitfield，1868年6月20日—1927年3月18日）是一位美国教育家，政治家。他曾于1924年担任密西西比州州长一职并死于任上。

## 生平
惠特菲尔德出生于美国密西西比州兰金县布兰登附近。他十六岁就开始了他的教育生涯。惠特菲尔德于1895年时在密西西比学院获得了他的教学学位并在1898年被安瑟·约瑟夫·麦克劳林任命为学院院长。在任职期间，惠特菲尔德倡导农业教育和工业技能培训。他在1899年和1903年两次当选市长。惠特菲尔德在1907年被任命为密西西比州女子大学工业研究所和学院的院长。 该学院在惠特菲尔德的领导下提升迅速。
惠特菲尔德在1923年代表民主党参选密西西比州州长并以以微弱的优势险胜西奥多·吉尔摩·比尔博从而当选。这次选举也是历史上第一次妇女可以投票选举州长。
在任职期间，惠特菲尔德提出了许多建议例如改善医疗卫生保健制度，政府出资的职业培训计划，升级公立学校的基础设施，为该州的黑人谋求更大的权益和工作的机会等。惠特菲尔德也赞成关于遗产税的立法。惠特菲尔德鼓励工业发展，吸引资产，但同时立法保护密西西比河周边环境。
1926年时，惠特菲尔德病倒了。他来到田纳西州的孟菲斯进行治疗，之后他回到了杰克逊。虽然他仍然能够处理州务，但是他的病情恶化，并最终逝于州长官邸。他最后被安葬在位于朗兹县哥伦布的友谊公墓。